# Haute Autorité de lutte contre les discriminations et pour l'égalité
Pour les articles homonymes, voir Halde.
La Haute Autorité de lutte contre les discriminations et pour l'égalité, également connue sous son acronyme Halde, est une autorité administrative indépendante française ayant existé de 2005 à 2011. Elle est compétente pour se saisir « de toutes les discriminations, directes ou indirectes, prohibées par la loi ou par un engagement international auquel la France est partie ».
La Halde est une institution spécialisée dans la lutte contre les discriminations. À cette fin, le Collège de la Haute autorité réunit des personnalités de la société civile et le comité consultatif pour travailler à la publication de rapports, la réalisation d'enquêtes et l'assistance aux victimes de discrimination.
La Halde est dissoute en 2011, et ses missions transférées au Défenseur des droits (DDD). Toutefois, un collège spécifique est créé pour prendre en charge la lutte contre les discriminations et de la promotion de l’égalité. Un adjoint du Défenseur des droits est désigné à cette fin, qui en assure la vice-présidence.
Le dernier titulaire était Patrick Gohet.

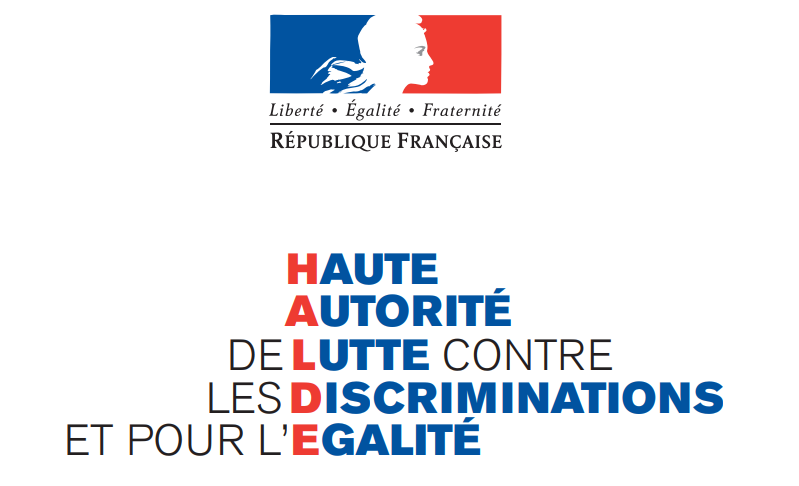
Ancien logo de la Haute Autorité de lutte contre les discriminations et pour l'égalité

## Généralités
La création de la Halde est notamment motivée par la transposition d'une directive européenne  2000/43/CE du Conseil relative à la mise en œuvre du principe de l'égalité de traitement entre les personnes sans distinction de race ou d'origine ethnique du 29 juin 2000.

### Saisine
La saisine de la Haute autorité est décrite à l'article 4 de la loi.
« Toute personne qui s'estime victime de discrimination peut saisir la haute autorité, dans des conditions précisées par décret en Conseil d'État.

La haute autorité peut aussi se saisir d'office des cas de discrimination directe ou indirecte dont elle a connaissance, sous réserve que la victime, lorsqu'elle est identifiée, ait été avertie et qu'elle ne s'y soit pas opposée.
Les victimes de discrimination peuvent également saisir la haute autorité par l'intermédiaire d'un député, d'un sénateur ou d'un représentant français au Parlement européen.
Toute association régulièrement déclarée depuis au moins cinq ans à la date des faits, se proposant par ses statuts de combattre les discriminations ou d'assister les victimes de discrimination, peut saisir la haute autorité conjointement avec toute personne qui s'estime victime de discrimination et avec son accord.

La saisine de la haute autorité n'interrompt ni ne suspend les délais relatifs à la prescription des actions en matière civile et pénale et aux recours administratifs et contentieux. »
— Article 4 de la loi n°2004-1486 du 30 décembre 2004

### Compétences
La Haute autorité est habilitée à mener diverses auditions, enquêtes, peut transmettre des dossiers au procureur de la République, a une mission d'information et de promotion de l'égalité, peut recommander toute modification législative ou réglementaire, et remet chaque année un rapport – rendu public – rendant compte de l'exécution de ses missions.

### Limites
Le pouvoir de la Halde est limité à la saisine du Procureur de la République. C'est ce dernier qui décide ou non d'éventuelles poursuites.
Certaines affaires jugées comme « discriminatoires » par la Halde ont été classées sans suite par le Procureur, et n'ont donc jamais été jugées : en 2005 et 2006, plusieurs plaintes contre des entreprises mentionnant des critères d'âge dans des offres d'emploi ne seront jamais poursuivies.
Un arrêt du Conseil d'État du 13 juillet 2007 précise que « la réponse par laquelle la Halde refuse de donner suite à une réclamation n'est pas susceptible de recours pour excès de pouvoir ». Cependant, dans le cas où ces réponses s'avéreraient infondées, elles « sont de nature à engager la responsabilité de l'État à l'égard de ceux à qui elles auraient directement causé un préjudice ».

### Renforcement des pouvoirs de la Halde
Néanmoins, certains articles de la Loi pour l'égalité des chances (loi no 2006-396 du 31 mars 2006) ont considérablement renforcé le pouvoir de cette « autorité administrative indépendante ».
Dans le cas d'une affaire de discrimination la Halde peut en effet faire, dans un cadre bien défini, des perquisitions sans l'accord du responsable des lieux. Or avant cette loi pour l'égalité des chances, elle ne pouvait faire de perquisitions qu'avec l'accord du responsable des lieux.
De plus, lors d'une demande d'audition de la Halde par la juridiction qui mène une enquête pour des faits de discriminations celle-ci est désormais de droit, c’est-à-dire obligatoire et non plus facultative.
Les agents de la Halde, assermentés et spécialement habilités par le procureur de la République, pourront désormais dresser des procès verbaux pour des faits de discriminations qui ont été prouvés par la méthode du testing légalisé par l'article 225-3-1 du code pénal.
Possibilité de proposer une transaction, homologuée par le procureur de la république, à l'auteur de faits de discrimination. Cette transaction est une amende (3 000 € pour une personne physique et 15 000 € pour une personne morale). Elle peut parfois comporter d'autres mesures : comme un affichage de la décision dans les lieux publics pendant une durée n'excédant pas 2 mois, la publication d'un communiqué dans le journal officiel et dans divers journaux (sans que ceux-ci puissent s'y opposer), la publication de la décision au sein de l'entreprise de l'auteur des faits, etc. Ces mesures sont aux frais de l'auteur des faits mais qui ne doivent néanmoins pas dépasser le montant de l'amende.
L'application de la transaction met fin à l'Action publique, en cas de refus de la transaction, le dossier est transmis au procureur de la République pour qu'il puisse éventuellement déclencher l'Action publique (sauf pour les dommages purement civils où la victime pourra de plus tenter un procès).
De plus, la Haute autorité, lorsqu'elle a constaté des faits de discriminations, peut, dans le cadre des activités professionnelle de l'auteur des faits, demander à l'autorité publique, par laquelle l'auteur des faits est soumis à agrément ou à autorisation (ou qui dispose du pouvoir de prendre des sanctions contre le coupable), de faire usage des pouvoirs de suspension et de sanctions dont elle dispose.
Enfin, le rapport que la Halde rend chaque année au Président de la République et au Premier ministre devra énumérer « les faits portés à sa connaissance ». Ce rapport est ensuite rendu public.
Au premier abord, la Halde peut donc se présenter donc comme un auxiliaire de la Justice, avec des pouvoirs d'investigation : « la haute autorité pourrait demander des explications aux personnes privées mises en cause devant elle, demander la communication de documents et entendre toute personne dont le concours lui paraîtrait utile ». Mais ce pouvoir est en pratique très limité : « il est ainsi prévu que la haute autorité puisse, après une mise en demeure infructueuse, s'appuyer sur l'intervention du juge des référés ». Ainsi, quant aux perquisitions : « Elle dispose par ailleurs de la possibilité de déléguer ses propres agents pour procéder à des vérifications sur place… Elle doit pour cela avoir obtenu l’accord préalable du mis en cause ». Des juristes en déduisent donc qu'elle n'a pas de réel pouvoir de perquisition, sans l'autorité d'un Officier de Police Judiciaire ou un Juge d'Instruction. En cas de poursuite décidée par le Procureur de la République sur dénonciation de la Halde, celle-ci ne peut que faire valoir ses observations devant le tribunal, et proposer une transaction. Son pouvoir se limite donc en réalité à saisir la Justice devant le constat d'une infraction, ce qui est du ressort de tout citoyen (Et une obligation dans le cas de crimes), sans autre pouvoir de contrainte. Pour ces motifs, sa raison d'être est parfois contestée. Par ailleurs, la Halde, par ses transactions, n'a aucun moyen judiciaire de faire obstacle à une enquête de police judiciaire, ni à une plainte déposée par une victime.
Il y a toutefois une certaine tendance à renforcer ses pouvoirs coercitifs. Ainsi, en décembre 2008, est mis en circulation une proposition de loi amendant l’article 9 de la loi no 2004-1486 du 30 décembre 2004, en insérant que :

« Est puni d’un an d’emprisonnement et de 15 000 € d’amende le fait d’entraver l’action de la haute autorité. »

### Activités
La Halde a été saisie de 7 788 réclamations en 2008, contre 6222 en 2007, 4 058 en 2006 et 1 410 en 2005. Elle a traité 7 369 dossiers en 2007, contre 2 143 en 2006 et 363 en 2005.
L'origine ethnique est la première cause décrite dans les saisines (27 % en 2007, 35,04 % en 2006 et 38,3 % en 2005) et la plupart des discriminations présumées ont lieu dans le cadre de l'emploi, embauche ou carrière (50 % en 2007, 42,87 % en 2006 et 47,24 % en 2005).
En janvier 2009, la Halde transmet, pour la première fois, à la justice les noms de propriétaires et agents immobiliers, auteurs présumés de discrimination raciale à l'égard de candidats à la location repérés au cours d'un testing.

### Budget
Le budget de la Halde était de 3,2 millions d'euros en 2005. Il se montait en 2009 à 12,9 millions d'euros. La communication est le principal poste de dépenses avec 6,2 millions d'euros. Les principaux bénéficiaires sont l'association Civisme et démocratie (Cidem) et les agences Publicis et TBWA. Selon le rapport de la Cour des Comptes, ces associations et agences de publicité auraient été engagées sans mise en concurrence préalable. Les irrégularités de cette gestion, selon le même rapport, auraient pour conséquence « un risque d’un redressement judiciaire en cas de contrôle par les services de la Commission européenne ».
Le coût du loyer est de 1 831 952 million par an, pour 2.126 mètres carrés. Selon le quotidien Le Figaro, ces 861 euros le mètre carré sont à comparer aux 308 euros le mètre carré dans la rue voisine. Pour sa part, le député Richard Mallié note « depuis 2008, le budget de la Halde flambe aussi bien pour les dépenses de fonctionnement (+ 12 % pour 2008-2011) que pour les dépenses de personnel (+ 13 %), et ce malgré une stagnation du nombre de réclamations traitées ».

### Critiques de la Cour des comptes
La Cour des comptes a souligné, en 2010, « l'opacité des comptes » de la Halde, s'inquiétant notamment de marchés attribués sans mise en concurrence, et « à la limite de la légalité », ainsi que d'un loyer considéré comme trop cher par rapport au marché. La Cour des comptes a également déploré les « conflits d'intérêts » impliquant des membres du collège exécutif. Le budget 2010 a été abaissé par les députés à 11,9 millions d'euros.
Selon le quotidien Le Figaro, les magistrats de la Cour des comptes se montreraient plus cléments dans leur rapport final sur la gestion de la Halde. Ils pointent néanmoins du doigt le train de vie de la Halde. « Alors que toutes les administrations doivent faire des économies, la Halde a octroyé de substantielles augmentations de salaires à ses fonctionnaires les plus qualifié(s), "souvent à la limite des plafonds" ».

## Organisation

### Le Collège de la Haute autorité
| Nom                            | Titre cité par la Halde | Nommé par le |
| ------------------------------ | --- | ------------ |
| Éric Molinié                   | | PdR          |
| vacant                         | | PdR          |
| Catherine Chouard.             | ex-DRH du groupe Elior, GrandVision et DHL International | PM           |
| Marie-France Picart            | directrice associée de Prodiovisuel International, experte conseil en communication et médias, ancienne Grande Maîtresse de la Grande Loge féminine de France | PM           |
| Cécile Petit - Vice-présidente | premier avocat général à la Cour de cassation ancienne déléguée interministérielle à la Sécurité routière                                                     | PdS          |
| Mansour Zoberi                 | sociologue directeur de la promotion du groupe Casino | PdS          |
| Maryvonne Lyazid               | directrice adjointe de la Fondation Caisses d’Epargne pour la Solidarité                                                                                      | PdAN         |
| Yazid Chir                     | président de la société Neocles | PdAN         |
| Adolphe Steg                   | médecin urologue membre du Conseil économique et social | PdCES        |
| Olivier Rousselle              | conseiller d'État, ancien directeur du Fasild | VPdCE        |
| Jean-Yves Monfort              | président du Tribunal de grande instance de Versailles | PdCAS        |

Composée d'un collège de onze membres nommés par décret du Président de la République, pour une durée de cinq ans ni renouvelable ni révocable, le renouvellement des membres (à l'exception de celui du président) se fait tous les trente mois : cinq des membres de la formation initiale ont donc eu un premier mandat limité à cette période (le choix des membres au mandat limité à trente mois a été fait par tirage au sort lors de la première réunion).

#### Règles de nomination
Les membres sont désignés selon la répartition suivante :
- deux membres (un homme et une femme) dont le président, désignés par le Président de la République ;
- deux membres (un homme et une femme) désignés par le président du Sénat ;
- deux membres (un homme et une femme) désignés par le président de l'Assemblée nationale ;
- deux membres (un homme et une femme) désignés par le Premier ministre ;
- un membre (homme ou femme) désigné par le vice-président du Conseil d'État ;
- un membre (homme ou femme) désigné par le premier président de la Cour de cassation ;
- un membre (homme ou femme) désigné par le président du Conseil économique et social.

#### Rémunérations
Le Journal officiel du 5 août 2005, édition n°0181, articles 1 et 2, fixe les rémunérations.
- Le montant annuel brut de l’indemnité de fonction allouée au président de la Haute Autorité de lutte contre les discriminations et pour l’égalité est fixé à 77 330 €.
- Pour les réunions plénières, le montant brut de l’indemnité forfaitaire par séance est fixé à 130 € pour les membres du collège et à 65 € pour les membres du comité consultatif.

#### Présidence
- Du 8 mars 2005 au 23 mars 2010, Louis Schweitzer[30], ancien PDG du groupe Renault, président du CA du Groupe Renault, président du CA d'Astra Zeneca[31].
- Du 16 avril au 10 décembre 2010, Jeannette Bougrab[29]. Cette dernière est mise sur la sellette par Le Canard Enchaîné deux mois après sa nomination pour avoir fait doubler le montant de sa rémunération[32],[33].
- Du 10 décembre 2010 au 1er mai 2011, Éric Molinié[34], ex-président de l'Association française contre les myopathies.

### Le Comité consultatif
Nommés le 19 septembre 2005 :
- Jean-François Amadieu, professeur en sciences de gestion (Université de Paris I), directeur de l'Observatoire des discriminations
- Mouloud Aounit, président du Mouvement contre le racisme et pour l'amitié entre les peuples (MRAP)
- Odile Bellouin, secrétaire nationale de la Confédération française démocratique du travail (CFDT)
- Arnaud de Broca, secrétaire général et animateur de la politique revendicative de la FNATH, Association des accidentés de la vie[35]
- Françoise Cocuelle, présidente du Centre des jeunes dirigeants d'entreprise (CJD)
- Jean-Pierre Dubois, président de la Ligue des droits de l'homme (LDH)
- Laurent El Ghozi, président de l'Association de Soutien et d'Aide aux Gens du Voyage (ASAV)
- Patrick Gaubert, président de la Ligue internationale contre le racisme et l'antisémitisme (LICRA)
- Khalid Hamdani, membre du Haut conseil à l'intégration (HCI), consultant, spécialiste des ressources humaines
- Martin Hirsch, ancien président du mouvement Emmaüs-France
- Marie-Thérèse Lanquetin, juriste, universitaire
- Jacqueline Laufer, sociologue, spécialiste du travail
- Françoise Laurant, présidente du Mouvement français pour le planning familial (MFPF)
- Francis Messner, directeur de recherche au Centre national de la recherche scientifique (CNRS), spécialiste des religions
- Michel Miné, professeur-associé de droit privé (Université de Cergy-Pontoise) et professeur-associé au Conservatoire national des arts et métiers
- Michèle Monrique, secrétaire confédérale de Force ouvrière (FO)
- Samuel Thomas, vice-président de SOS Racisme
- Joël Thoraval, président de la Commission nationale consultative des droits de l'homme (CNCDH); remplacé en avril 2009 par Régis de Gouttes Lastouzeilles, premier avocat général honoraire à la Cour de cassation, membre de la Commission nationale consultative des droits de l'homme[36]